# Division Großdeutschland
Die Division Großdeutschland war ein Großverband der Wehrmacht im Zweiten Weltkrieg.

## Geschichte
Kurzgeschichte
- April 1939 – Namensgebung Infanterie-Regiment „Großdeutschland“
- danach – Umgliederung in Infanterie-Regiment „Großdeutschland“ (mot.)
- April bis Mai 1942 – Aufwuchs zur Infanterie-Division „Großdeutschland“ (mot.)
- Juni 1943 – Umbenennung in Panzergrenadier-Division „Großdeutschland“

### Entstehung
Die Wurzeln der Großdeutschland-Verbände liegen beim Wachregiment Berlin und Teilen des Infanterie-Lehr-Regimentes der Heeresschule Döberitz.
Am 1. Juli 1939 wurde dem Wachregiment Berlin der Name Infanterie-Regiment „Großdeutschland“ verliehen. Aus diesem und dem Infanterie-Lehr-Regiment Dallgow-Döberitz wurde das Infanterie-Regiment Großdeutschland (mot.) aufgestellt, das aus vier Bataillonen bestand. Im August musste der neu aufgestellte Verband ein „Führer-Begleitkommando“ abgeben, zu dessen und seinen Nachfolgeverbänden als Aufgabe die Bewachung des Führerhauptquartiers gehörte. Nachdem im Oktober 1939 die Einheit auf den Truppenübungsplatz Grafenwöhr zur weiteren Zusammenführung und Abschluss der Umgliederung verlegt worden war, wurde das neue Regiment wiederum im November 1939 in den Westerwald nach Montabaur und Westerburg zur Reserve der Heeresgruppe A verlegt, wo es zeitgleich dem XIX. Armeekorps unter General Heinz Guderian unterstellt wurde.

### Kriegseinsatz

#### Frankreich- und Balkanfeldzug

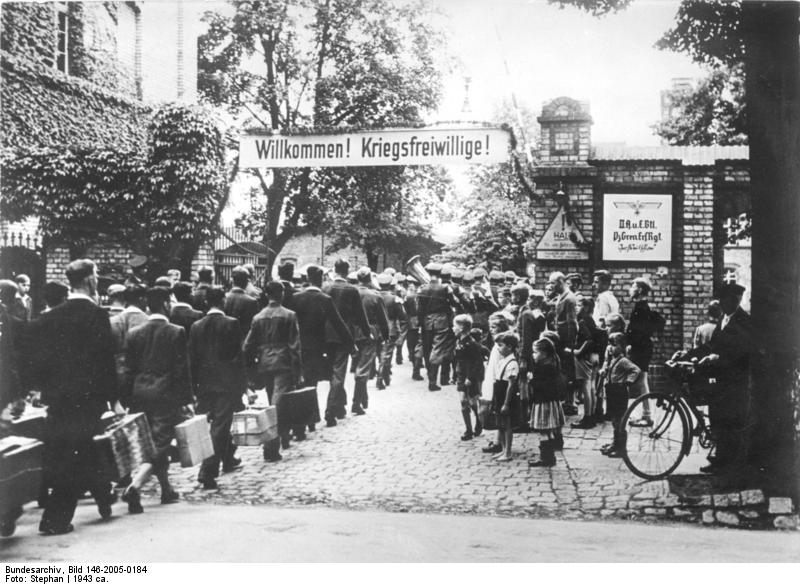
Kriegsfreiwillige für das II. A. u. E. Btl. Pz. Gren. Ers. Rgt. Großdeutschland (Foto angefertigt ab Juni 1943)

Das Infanterie-Regiment „Großdeutschland“ wurde 1940 erstmals im Kampf eingesetzt. Das Regiment nahm am Frankreichfeldzug unter wechselnden Unterstellungen verschiedener Panzer-Divisionen teil, zunächst im Rahmen des XIX. Armeekorps von General der Panzertruppe Guderian. Das Regiment rückte bis Sedan und Dünkirchen vor und war Anfang Juni 1940 beim Durchbruch der Weygand-Linie und kurz darauf als Teil der Panzergruppe von Kleist an der Einnahme von Lyon beteiligt.
Im Jahr 1941 wurde die Einheit von Frankreich per Bahn nach Wien transportiert, im April des Jahres im Balkanfeldzug eingesetzt, nachher südlich von Warschau verlegt und im Raum Żelechów als Armeereserve der Panzergruppe 2 bereitgestellt. Von hier aus erlebte das Regiment den Beginn des Angriffs auf die Sowjetunion.

#### Feldzug gegen die Sowjetunion

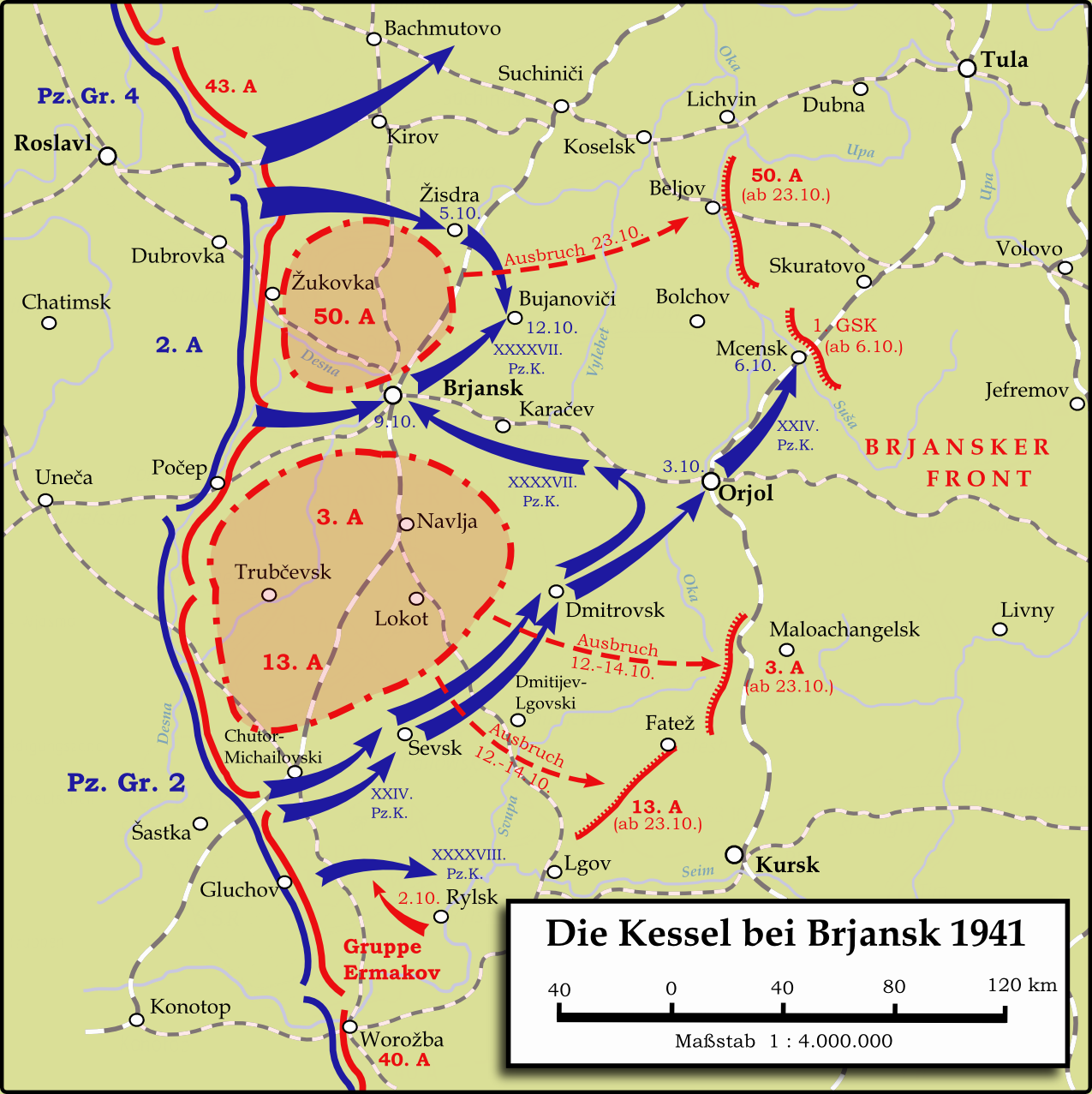
Kesselschlacht bei Brjansk – Herbst 1941. Inf. Rgt. (mot.) Grossdeutschland mit 3. Panzerdivision im Rahmen des XXIV. PzK. der 2. Panzerarmee mit Befehl vom 28. Oktober 1941 zur starken Aufklärung auf Tula.

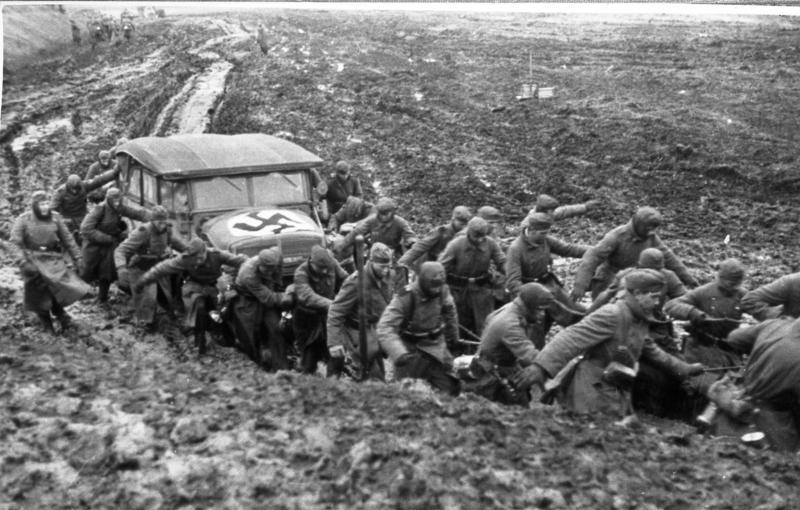
Rasputiza – Die Schlammperiode ab dem 13. Oktober 1941 brachte den deutschen Vormarsch auf Moskau bis zum Frostbeginn am 6. November 1941 zum Erliegen. Foto von November 1941.

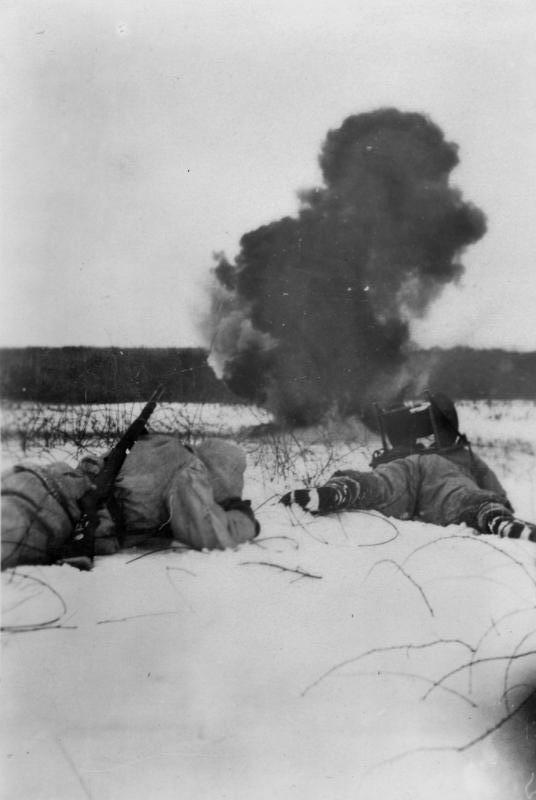
Nicht alle Soldaten waren für den Winter so gut ausgerüstet: Foto vom 9. März 1944, Störungssucher der 1./Nachrichtenabteilung Großdeutschland

Die von Generaloberst Heinz Guderian geführte Panzergruppe 2 war der südliche Panzerkeil der Heeresgruppe Mitte, deren Hauptstoßrichtung auf Moskau zielte.
Als Armeereserve überschritt das Regiment Großdeutschland erst am 25. Juni, drei Tage nach Feldzugsbeginn, die Grenze bei Brest-Litowsk. Erste Stationen auf dem Vormarsch waren Pruschany, Ružany, Slonim, Baranowitschi, Stoubzy und Kamienka. Die Einheiten des Regiments erreichten am 2. Juli Minsk, danach überquerten sie bei Berasino den Fluss Beresina. Am 9. Juli wurde bei Mogilew der Dnepr überschritten, anschließend kam es zu Kämpfen bei Schklou, Augustowo und Bely. Im berühmt-berüchtigten Jelnja-Bogen bei Kruglowka, Woroschilo und Ushakovo hatte das Regiment ab Ende Juli schwerste Abwehrkämpfe zu bestehen. Diese Offensive von Jelnja war der Versuch der Roten Armee, den Kessel bei Smolensk aufzubrechen und die dort eingeschlossenen eigenen Verbände zu entsetzen.
Nachdem Adolf Hitler Mitte August entgegen dem Widerstand seiner Generäle vorerst das strategische Ziel Moskau aufgegeben hatte, wurde das Regiment Großdeutschland durch nachrückende Infanterieverbände der Panzergruppe 2 abgelöst. Zusammen mit anderen Verbänden der Panzergruppe 2 erfolgte dann ein Stoß nach Süden, aus dem sich Anfang September im Gebiet der Heeresgruppe Süd die Kesselschlacht von Kiew entwickelte. Das Regiment rückte dabei über den Desna-Brückenkopf bei Nowgorod-Sewerski vor und nahm Gluchow ein. Auf dem weiteren Vormarsch wurde es bei Konotop in der zweiten Septemberwoche in heftige Kämpfe verwickelt.
Nach Beendigung der Kesselschlacht um Kiew verlagerte sich der Schwerpunkt der Kampfhandlungen zur Heeresgruppe Mitte, die nun wieder den Auftrag erhielt, das alte Ziel Moskau noch vor dem Wintereinbruch zu erreichen (Unternehmen Taifun). Die Speerspitze des südlichsten Zangenarms bildete wieder die 2. Panzerarmee (vorherige Panzergruppe 2). Während sich in den ersten Tagen des Unternehmens die erfolgreiche Doppelschlacht bei Wjasma und Brjansk entwickelte, führten starke Regenfälle zur gefürchteten Rasputiza, welche den Vormarsch für mehrere Wochen weitgehend lahmlegte. Das Regiment Großdeutschland gelangte in dieser Zeit über Mzensk, Tschern und Plawsk in den Raum Tula. Im Umkreis dieser belagerten Stadt übernahm es bis Ende November Sicherungsaufgaben. Anfang Dezember wurde es dann für einen Stoß nach Nordosten über Wenew herausgezogen. Es sollte der ostwärtigste Punkt sein, welche die Großdeutschland-Einheiten in diesem Krieg erreichten. Diese Kämpfe fanden bei Temperaturen weit unter dem Gefrierpunkt statt. Ausfälle aufgrund von Erfrierungen häuften sich.
Die endgültige Wende in der Schlacht um Moskau brachte die sowjetische Gegenoffensive ab dem 5. Dezember, welche auch das Regiment Großdeutschland traf. In der Nacht auf den 7. Dezember gab es die ersten Gefechte mit den frischen sibirischen Truppen, die hervorragend für den Winterkampf ausgebildet und ausgerüstet waren. Nachdem Generaloberst Guderian eigenmächtig für seine Panzerarmee den Rückzug befohlen hatte, begann dieser für die Einheiten des Infanterie-Regiments Großdeutschland in den Morgenstunden des 8. Dezembers.
In den nächsten Wochen zogen sich die Einheiten des Regiments immer weiter nach Westen zurück. Die Gefechtsstärke der Kompanien sanken dabei auf jene von Zügen, sodass Einheiten zusammengelegt werden mussten. Die vom Vormarsch her bekannte Stadt Mzensk passierten die dezimierten Großdeutschland-Verbände am Morgen des 22. Dezembers westwärts. In der Nähe von Bolchow wurden die Reste des Regiments in den Oka-Brückenkopf eingegliedert. Nach einigen Tagen der Ruhe griff die Rote Armee den Brückenkopf immer wieder an und fügte den dezimierten Verbänden noch weitere Verluste zu. Am 20. Januar wurden diese aus der Verteidigungsstellung herausgelöst und bis 21. Februar für lokale Angriffsunternehmen in Dörfern wie Jagodnaja oder Gorodok, die sich im Großraum Belew befanden, eingesetzt. Durch diese verlustreichen Kämpfe sank die Kampfstärke des einstmals so großen Verbandes auf drei Offiziere und 30 Unteroffiziere und Mannschaften, fast 1.000 Mann waren in den vergangenen Monaten gefallen und etwa 3.000 verwundet worden.

### Einsatz als Division
Im April und Mai 1942 wurde das Regiment zur Infanterie-Division Großdeutschland (mot.) erweitert, und der bisherige Regimentskommandeur Oberst Hoernlein wurde der erste Divisionskommandeur und gleichzeitig zum Generalmajor befördert.
Am 20. Juni 1942 erhielt die Division eine Zuteilung neuer Ausrüstung für die eigene Panzerjäger-Abteilung. Es wurden achtzehn Sd.Kfz. 132, also Panzerjäger-Selbstfahrlafette I für 7,62-cm-Pak 36 „Marder II“, vom Heereszeugamt übernommen.
Die neue Division wurde sogleich im Rahmen der deutschen Sommeroffensive beim XXXXVIII. Panzerkorps eingesetzt. Der Angriff erfolgte am 28. Juni aus dem Raum Schtschigry über den Tim-Abschnitt zum oberen Don, wo am 6. Juli ein östlicher Brückenkopf bei Woronesch gebildet werden konnte. Danach erfolgte der Vormarsch zum unteren Don, am 16. Juli wurde der Ort Tazinskaja genommen und am 18. Juli bei Bronitzkij ein Brückenkopf am Donez gebildet. Die Industriestadt Schachty wurde eingenommen und der Manytsch-Abschnitt erreicht. Der Spätsommer war von den Kämpfen um Rschew gezeichnet. Anfang August wurde die Division herausgezogen und als Reserve an den Mittelabschnitt zur 9. Armee verlegt. Am 9. September wurde sie von Hitler für einen Gegenstoß freigegeben und griff am 10. September an. Die Rote Armee antwortete mit dem verbundenen Einsatz von Artillerie, Werfern, Minen und besonders vielen Scharfschützen. Die Division Großdeutschland erlitt „hohe und höchste“ Verluste, die Panzerabteilung verlor 80 % ihrer Fahrzeuge. Der Generalstabsoffizier Hans Meier-Welcker schrieb in einem Brief vom 3. Oktober 1942:

„Vor einiger Zeit kam eine ‚sieggewohnte‘ Division, von der oft in Zeitungen und im Rundfunk die Rede ist, in unsere Gegend und hat hier ihr ‚blaues Wunder‘ erlebt. Ihr Gegenangriff, an den sie so selbstsicher heranging, ist schnell festgelaufen, und die Truppe sagt, daß sie so etwas wie hierzulande noch nicht erlebt hat.“

In diesem Raum sollte die Division im Bereich des XXIII. und XXVII. Armeekorps den Rest des Jahres 1942 verbringen und sich während der sowjetischen Operation Mars im Lutschessa-Tal und bei Olenino den Namen „Feuerwehr“ verdienen. Die Infanterie-Division Großdeutschland wurde von jetzt an immer an Brennpunkten der Front eingesetzt.

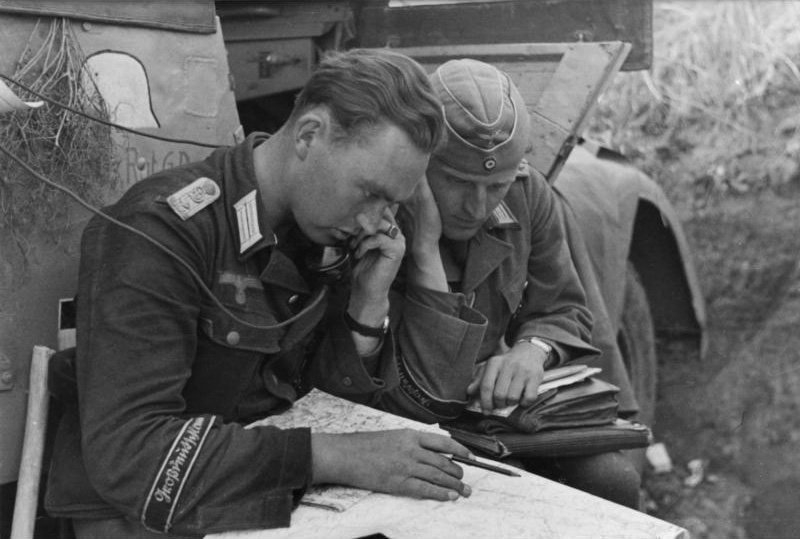
Zwei Offiziere in Rumänien (1944), links Oblt. Dr. Boll, Adj. Pz. Füs. Rgt. GD, Ärmelstreifen Sütterlinschrift.

Das Jahr 1943 war zunächst für die Division mit dem Abschluss der Einsätze im Raum südlich von Rschew verbunden. Am 9. Januar traf der Befehl zum Abtransport nach Nowy Oskol ein. Durch die Niederlage in der Schlacht von Stalingrad und weitere Angriffe der russischen Truppen (Operation Ostrogoschsk-Rossosch) entstand im Januar 1943 eine 100–150 km lange Frontlücke. Mit dem Ziel, ab Ende Januar 1943 zusammen mit SS-Divisionen den Vormarsch der russischen Truppen und den Rückzug italienischer und ungarischer Truppen zu stoppen, zog sich die Division entlang der Rollbahn bis Mitte Februar 1943 in den Raum Charkow zurück. Hier nahm die Division dann im Verlauf des Februar/März 1943 an der Schlacht bei Charkow teil.
Im Juni wurde die Infanterie-Division (mot.) in Panzergrenadier-Division Großdeutschland umbenannt. Die offizielle Bezeichnung des Verbandes war zwar Panzergrenadier-Division. Von der Gliederung her, drei Panzerabteilungen (1943) (1.–4.,5.–8.,9.–11.), 3 Stabskompanien und 11 Panzerkompanien, theoretisch 232 Kampfpanzer, am 1. Juni 1944: 21.823 Mann, handelte es sich jedoch um eine Panzer-Division, die zudem großzügig mit dem neuesten Material ausgestattet war. Die Komponente „Panzerabwehr“ war mit der Panzerjäger-Abteilung und der Sturmgeschützabteilung doppelt vorhanden.
Im Sommer folgte der Einsatz in der Schlacht bei Kursk. Im August wurde die Division erneut im Raum westlich Charkow eingesetzt, als es dort im Zuge der Belgorod-Charkower Operation zur entscheidenden vierten Schlacht um Charkow, dem Angriff der Roten Armee zur Rückeroberung, kam. Beim Rückzug beteiligte sie sich an der Taktik der Verbrannten Erde. Vom 6. bis 28. September 1943 sprengte sie 1.260 Landmaschinen und 165 Getreide- und Ölmühlen. Sie trieb 9.268 Stück Vieh ab, fuhr 1.393 Tonnen Getreide ab und deportierte 13.627 Zivilpersonen.

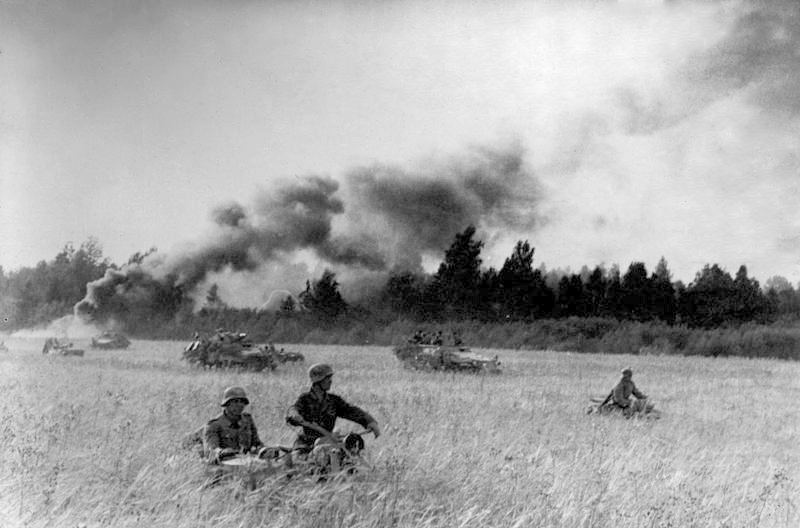
Angriff von Panzergrenadieren der Panzergrenadier-Division Großdeutschland am 9. August 1944 auf Vilkaviskis.

 Die Division wurde bis Juli 1944 im südlichen Bereich der Ostfront eingesetzt, unter anderem im Dnepr-Bogen, bei Kriwoj Rog und Kirowohrad, dann beim Tscherkassy-Kessel. Nach den Rückzugskämpfen über den Bug und durch Bessarabien folgten Kämpfe im Osten von Rumänien, unter anderem bei Târgu Frumos. Im Sommer 1944 wurde die mit Ersatz und Waffen aufgefüllte Division nach Litauen verlegt, um dort die Frontlücke zwischen den Heeresgruppen Nord und Mitte zu schließen.
Nach Angriffen bei Libau, Autz, Tukkum folgten im Oktober dann Abwehr und Rückzugskämpfe bis ins eingeschlossene Memel. Nach der Schlacht von Memel wurde die Division über die Ostsee evakuiert und in Ostpreußen mit Ersatz und Material aufgefüllt. Bei den Abwehr- und Rückzugskämpfen in Ostpreußen wurde die Division bis Ende April vernichtet. Lediglich Restteilen gelang die Flucht über die Frische Nehrung. Diese etwa 1000 Mann wurden nach Bornholm und Fehmarn evakuiert, wo sie das Kriegsende erlebten.

## Spezielle Abzeichen

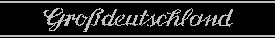
Ärmelstreifen „Großdeutschland“ in altlateinischer Schrift. Der Ärmelstreifen in Sütterlinschrift wie bei Manteuffel wurde bald beliebter.

Um den Elitestatus des Verbandes hervorzuheben, wurde es ihm erlaubt, spezielle Abzeichen zu tragen; das bekannteste war ein Schriftzug, der in Sütterlinschrift (später in altlateinischer Schrift) das Wort „Großdeutschland“ abbildete. Getragen wurde dieser Ärmelstreifen zwölf Zentimeter über dem Ärmelansatz. Da der Verband zur Wehrmacht und nicht zur Waffen-SS gehörte, trugen die Soldaten das Ärmelband am rechten Ärmel. Ein weiteres Sonderzeichen war ein sich verflechtendes „GD“, das auf den Schulterklappen befestigt war. Außerdem waren längere Kragenlitzen vorgesehen. Alle Fahrzeuge der Division Großdeutschland trugen als Verbandsabzeichen einen seitlich gezeigten „weißen Stahlhelm“, mit der Blickrichtung von rechts nach links.

## Kriegsverbrechen

### Frankreich 1940
Während des Frankreichfeldzuges wurden zahlreiche schwarzafrikanische Angehörige der französischen Armee, sogenannte Tirailleurs sénégalais, die beim Infanterie-Regiment Großdeutschland in Gefangenschaft gerieten, durch Angehörige des Regiments getötet. Belegt sind zwei Massaker an schwarzafrikanischen Soldaten und ihren europäischen Offizieren.

#### Tötungen im Raum Erquinvillers
Am 10. Juni 1940 wurden mindestens 150 Tirailleurs im Raum Erquinvillers auf dem Marsch nach Montdidier von Regimentsangehörigen getötet.

#### Tötungen im Raum Chasselay
Am 19. und 20. Juni 1940 kam es zu einer Serie von Massakern im Raum Chasselay, bei denen Angehörige des Regiments und der SS-Division Totenkopf etwa 100 Tirailleurs und ihre Offiziere töteten.

### Balkanfeldzug
Auch beim Balkanfeldzug in Jugoslawien kam es zu einem heute als Kriegsverbrechen bewerteten Vorfall.
In der Nacht vom 20. auf den 21. April 1941 erschossen vermutlich Partisanen in Pančevo einen Soldaten einer Nachschubkompanie der SS-Division Das Reich und verwundeten einen anderen schwer. Darauf nahmen Soldaten des Regiment Großdeutschland und der Waffen-SS Division willkürlich etwa 100 Zivilisten fest. Der örtliche Befehlshaber, der Stadtkommandant Oberstleutnant Fritz Bandelow des Regiment Großdeutschland, leitete ein Militärgerichtsverfahren ein, dem der SS-Sturmbannführer Rudolf Hoffmann als Richter vorsaß. Das Militärgericht verurteilte 36 der Gefangenen zum Tode, darunter einen 15-jährigen Jungen. Laut Aussage eines Augenzeugen waren die Verfahren nicht ordnungsgemäß. Den Angeklagten wurden demnach keine Möglichkeit der Verteidigung eingeräumt. Am 21. April 1941 wurden die ersten vier Zivilisten erschossen. Am darauffolgenden Tag wurden 18 Opfer auf einem Friedhof erhängt und 14 weitere an der Friedhofsmauer durch ein Exekutionskommando des Regiment Großdeutschland erschossen.

## Gliederung

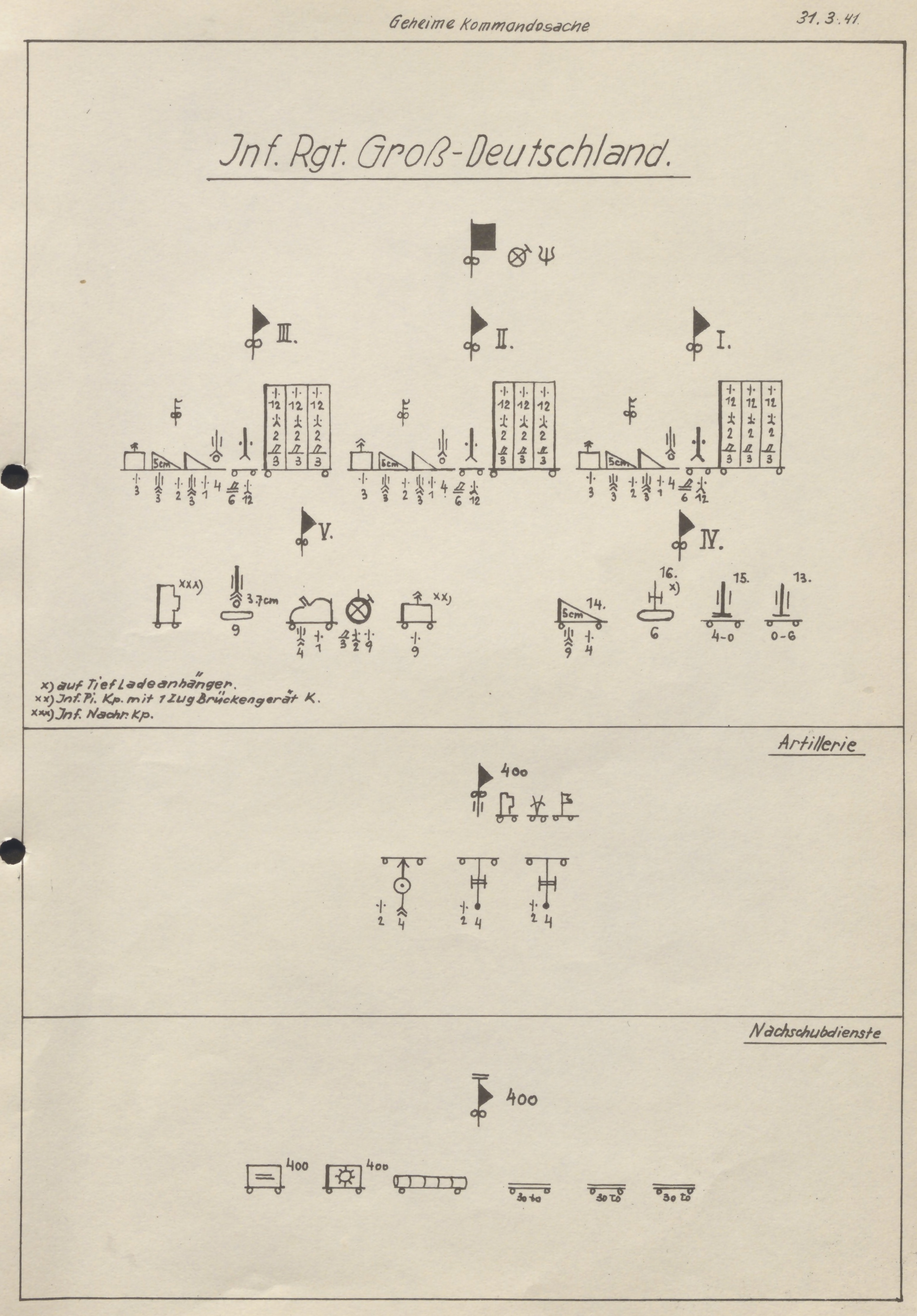
Gliederung des Inf. Rgt. Groß-Deutschland am 31. März 1941, taktische Zeichen

Verstärktes Infanterie-Regiment (mot.) Großdeutschland
Beginnend mit dem 1. Oktober 1939 erfolgte die Umgliederung des Infanterie-Regimentes Großdeutschland in ein motorisiertes Infanterie-Regiment. Nach dem Frankreichfeldzug wurden im Laufe des Jahres 1940 weitere Eingliederungen von Verbänden vorgenommen, so dass man auch vom Verstärkten Infanterie-Regiment (mot.) Großdeutschland sprach. Wie nachfolgende Aufstellung der Gliederung zeigt, hatte der Verband am Beginn des Russlandfeldzuges eher die Stärke einer Brigade als die eines herkömmlichen Regimentes:
- I. Bataillon mit 1., 2. und 3. Schützen-Kompanie und 4. Schwere Kompanie
- II. Bataillon mit 5., 6. und 7. Schützen-Kompanie und 8. Schwere Kompanie
- III. Bataillon mit 9., 10. und 11. Schützen-Kompanie und 12. Schwere Kompanie
- IV. Bataillon mit 13. (le.IG)-Kompanie, 14. (Pz.Jg.) Kompanie, 15. (s.IG) Kompanie und 16. Sturmgeschütz-Batterie
- V. Bataillon mit 17. Kradschützen-Kompanie, 18. Pionier-Kompanie, 19. Nachrichten-Kompanie und 20. Flak-Kompanie

Dem Regiment wurden ferner noch folgende Verstärkungstruppen zugeteilt:
- Artillerie-Abteilung 400
- Versorgungstruppen 400

Panzergrenadier-Division (offiziell ab 23. Juni 1943)
- Panzergrenadier-Regiment Großdeutschland
- Panzer-Füsilier-Regiment Großdeutschland
- Panzer-Regiment Großdeutschland
- Panzer-Aufklärungs-Abteilung Großdeutschland
- Panzerjäger-Abteilung Großdeutschland
- Sturmgeschütz-Abteilung Großdeutschland
- Panzer-Artillerie-Regiment Großdeutschland
- Heeres-Flakartillerie-Abteilung Großdeutschland
- Panzer-Pionier-Bataillon Großdeutschland
- Panzer-Nachrichten-Abteilung Großdeutschland
- Sanitätsdienste Großdeutschland
  - 1. Sanitäts-Kompanie Großdeutschland
  - 2. Sanitäts-Kompanie Großdeutschland

## Kommandeure

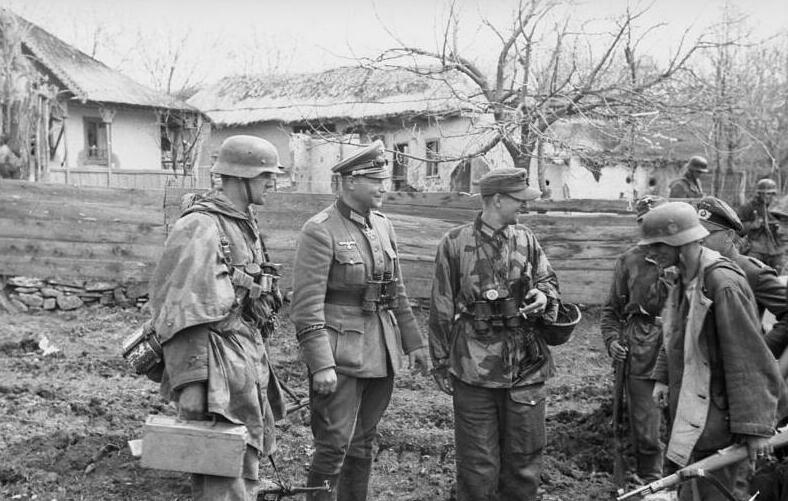
Oberst Karl Lorenz Kdr. Pz. Gren. Rgt. GD, rechts von ihm Oberleutnant Hans Wentzke mit Soldaten in Rumänien im Frühling 1944

- Oberstleutnant Wilhelm-Hunold von Stockhausen – Juli 1939 bis Februar 1940
- Oberstleutnant Gerhard Graf von Schwerin – Februar bis Mai 1940
- Oberst Wilhelm-Hunold von Stockhausen – Mai 1940 bis August 1941
- Oberst Walter Hoernlein – August 1941 bis 1. April 1942, als Generalmajor von 1. April 1942 bis 3. April 1943
- Generalleutnant Hermann Balck – 3. April 1943 bis 30. Juni 1943
- Generalleutnant Walter Hoernlein[31] – 30. Juni 1943 bis 1. Februar 1944
- Generalleutnant Hasso von Manteuffel – 1. Februar bis August 1944
- Oberst Karl Lorenz – 1. September 1944[32] bis Mai 1945[33], Generalmajor ab Januar (?) 1945

## Bekannte Divisionsangehörige
- Carl-Gideon von Claer (1912–1996), war ein Oberst des Heeres der Bundeswehr und Redakteur des Magazins Der Spiegel
- Kurt Ellersiek (1901–1964), war ein verurteilter Kriegsverbrecher
- Siegfried Fiedler (1922–1999), war Militärschriftsteller und Heereskundler und von 1974 bis 1979 Leiter des Wehrgeschichtlichen Museums
- Karl Gass (1917–2009), war ein Regisseur für Dokumentarfilme, Reportagen und Porträts sowie in verschiedenen administrativen Funktionen im Filmbereich tätig
- Jürgen Herbst (1928–2013), war ein Professor für Pädagogik und Geschichte der Pädagogik an der University of Wisconsin
- Horst Herold (1923–2018), war von 1971 bis 1981 Präsident des Bundeskriminalamts
- Cord von Hobe (1909–1991), war von 1965 bis 1968, als Generalleutnant des Heeres der Bundeswehr, Kommandierender General des Hauptquartiers der Alliierten Landstreitkräfte in Schleswig-Holstein und Jütland der NATO
- Heinrich Hogrebe (1913–1998), war ein Forstmann, der international mit seinen Versuchen zum Anbau fremdländischer Baumarten im Staatsforst Burgholz bekannt wurde
- Horst Huisgen (1913–2002), war von 1951 bis 1963 für die FDP, Mitglied des Niedersächsischen Landtages
- Willy Langkeit (1907–1969), war Brigadegeneral im Bundesgrenzschutz
- Hasso von Manteuffel (1897–1978), war von 1953 bis 1957, für die FDP, Mitglied des Deutschen Bundestages und ein 1959 verurteilter Straftäter
- Karl Michel (1909–1980) war ein Jurist und Autor
- Guy Mouminoux (1927–2022), französischer Comiczeichner und Autor (veröffentlichte unter den Pseudonymen „Guy Sajer“ und „Dimitri“, s. a. Literatur)
- Horst Niemack (1909–1992), war Brigadegeneral der Reserve der Bundeswehr und nach dem Zweiten Weltkrieg maßgeblich am Wiederaufbau des deutschen Reitsports beteiligt
- Otto Schade (1910–1973), war von 1967 bis 1970, für die CDU, Abgeordneter des Niedersächsischen Landtages
- Baldur von Schirach (1907–1974), war Reichsjugendführer der Nationalsozialistischen Deutschen Arbeiterpartei (NSDAP)
- Gerhard Graf von Schwerin (1899–1980) war für die Regierung Adenauer als Berater für Militär- und Sicherheitsfragen tätig und CIA-Agent
- Klaus Detlef Sierck (1925–1944), war ein Kinderdarsteller und Sohn von Douglas Sirk
- Josef Strauch (1910–1970), war ein Politiker des Gesamtdeutschen Blocks, Referatsleiter für Erwachsenenfortbildung der Hessischen Landeszentrale für Politische Bildung und ein verurteilter Kriegsverbrecher

## Verweise